# Chrysolina fimbrialis
Chrysolina fimbrialis é uma espécie de artrópode pertencente à família Chrysomelidae.